# Julianna Rose Mauriello
Julianna Rose Mauriello (Irvington, 26 maggio 1991) è un'attrice statunitense.

## Biografia
Julianna Rose Mauriello iniziò a recitare nel telefilm per bambini islandese Lazy Town ed è apparsa in vari musical di Broadway, tra cui Oklahoma!, dal 2002 al 2003. Da lì ebbe una parte nel film Gypsy: A Musical Fable, nel ruolo di Bernadette Peters e anche una parte nel musical di Broadway A Tree Grows in Brooklyn.
Ha lasciato il ruolo di Stephanie di Lazy Town al termine della seconda stagione. Nel 2006 viene nominata ai Daytime Emmy Award nella categoria migliore attrice in una serie per bambini.
Nel 2008 ha lavorato ad un film drammatico, A Fix.
Nel marzo 2018 Julianna ha annunciato sui suoi social media di essere diventata una terapista occupazionale laureata alla Columbia University, aggiungendo che stava cercando un lavoro in questa specialità.

## Filmografia

### Cinema
- A Fix, regia di Darren J. Butler - cortometraggio (2008)
- Small Apartments, regia di Jonas Åkerlund (2012)
- A Family Affair, regia di Warren Fischer (2024)

### Televisione
- Bonne Nuit, regia di Pascal Laugier – film TV (1999)
- Lazy Town – serie TV, 52 episodi (2004-2007)
- Lazy Town Extra – serie TV, 26 episodi (2008)

## Doppiatrici italiane
Nelle versioni in italiano delle opere in cui ha recitato, Julianna Rose Mauriello è stata doppiata da:
- Barbara Pitotti in Lazy Town (dialoghi)
- Giulia Luzi in Lazy Town (canto)